# Italienische Schönschrecke

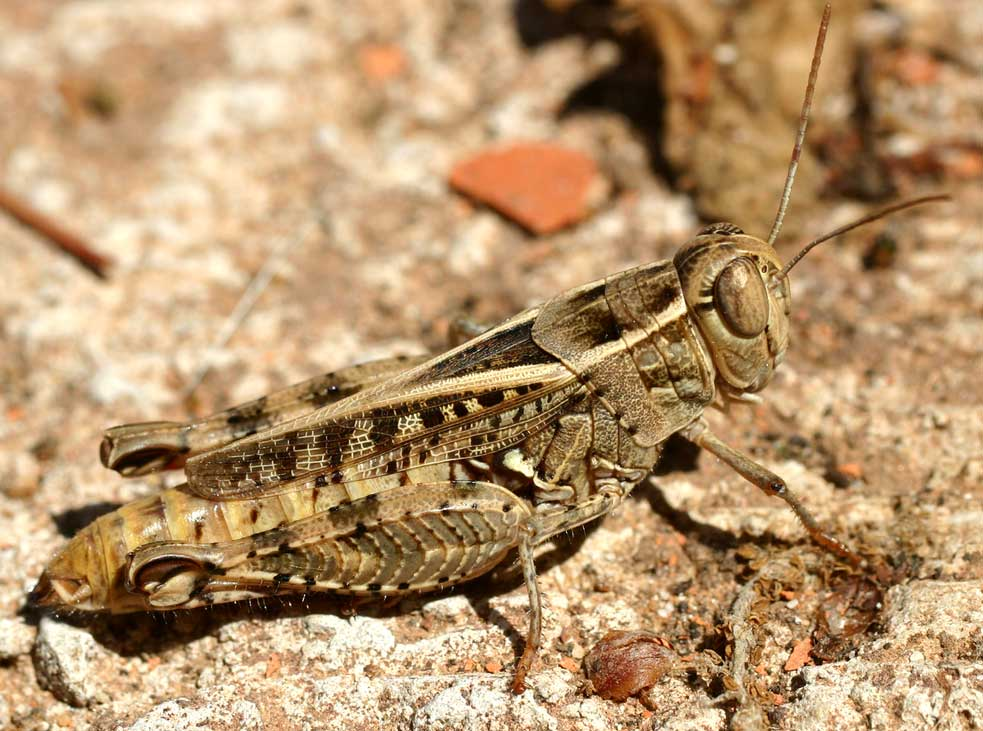
Italienische Schönschrecke

Die Italienische Schönschrecke (Calliptamus italicus) ist eine Kurzfühlerschrecke aus der Familie der Feldheuschrecken (Acrididae). Die sehr wärmeliebende Art zählt in Mitteleuropa zu den stark bedrohten Arten. Sie ist in Deutschland vom Aussterben bedroht, obwohl sie dort früher in günstigen Jahren, zuletzt 1931 und 1951, so zahlreich auftrat, dass Bekämpfungsmaßnahmen erwogen wurden. In Südeuropa ist sie hingegen nach wie vor eine der häufigsten Kurzfühlerschrecken und ist daher in der Europäischen Roten Liste als ungefährdet (Least Concern) eingestuft.

## Merkmale
Die Tiere werden 15 bis 23 Millimeter (Männchen) bzw. 23 bis 34 Millimeter (Weibchen) lang, wobei Individuen nahe der nördlichen Verbreitungsgrenze deutlich kleiner und außerdem relativ dunkel gefärbt sind. Die Grundfarbe des Körpers ist grau- bis rotbraun, dadurch ist die Art am Boden perfekt getarnt. Entlang der Seiten des Halsschildes und der Vorderflügel verläuft oft je ein gelber Längsstreifen. Die Vorderflügel sind dunkel gefleckt und enden etwas hinter den Knien der Hinterbeine. Die Hinterflügel sind am Analfächer deutlich rosarot gefärbt, ansonsten durchsichtig. Die Tibien der Hinterbeine sind kräftig hellrot gefärbt. Die Cerci der Männchen sind auffällig lang und gekrümmt, die Genitalkapuze, ein chitinöser Fortsatz am Hinterleibsende, ist verhältnismäßig lang, nach hinten gebogen und leicht zugespitzt. Durch letzteres Merkmal kann die Art von sehr ähnlichen Arten der Gattung, die im selben Verbreitungsgebiet vorkommen, unterschieden werden.

### Ähnliche Arten
- Costas Schönschrecke (Calliptamus barbarus)
- Provence-Schönschrecke (Calliptamus siciliae)
- Calliptamus wattenwylianus

## Vorkommen und Verbreitung
Die Art ist in Europa und Asien verbreitet und kommt von Portugal über Süd-, Mittel- und Osteuropa östlich bis nach Sibirien vor. Die nördliche Verbreitungsgrenze verläuft in Europa etwa auf Höhe von Paris über Süd- und Ostdeutschland (Brandenburg) nach Polen.
In Mitteleuropa findet man die Italienische Schönschrecke als wärmeliebende Art an sehr warmen und trockenen Orten, wie etwa auf felsigen, schwach bewachsenen Trockenrasen, auf Schutt- und Schotterfeldern und in sandigen Steppen. Sie ist toleranter gegenüber Bewuchs, als es beispielsweise die ebenso wärmeliebende Rotflügelige Ödlandschrecke (Oedipoda germanica) ist, und besiedelt bevorzugt Bereiche, in denen sich dichter und schwach bewachsene Stellen abwechseln.
Die Art besiedelt vorwiegend die kolline Höhenstufe und kommt in Mitteleuropa meist zwischen 200 und 400 Meter Seehöhe vor, kann aber lokal an sehr wärmebegünstigten Orten, etwa in der Schweiz, auch bis 2000 Meter beobachtet werden.

## Lebensweise
Die Tiere ernähren sich von verschiedenen krautigen Pflanzen, wie etwa Klee, Natternkopf, Wolfsmilch oder Wegerichen. Ob sich die Art auch räuberisch ernährt, ist noch nicht ausreichend untersucht. In Gefangenschaft gehaltene Tiere fressen jedoch auch andere Heuschrecken. Auch das Fressen von Aas ist dokumentiert. Bei gelegentlichen Massenvermehrungen, wie sie auch in Deutschland noch vor einigen Jahrzehnten auftraten und in Russland noch vorkommen, kann die Art große Schäden an verschiedensten landwirtschaftlichen Kulturen verursachen. Während dieser Phasen wird eine Wandergeneration mit verlängerten Flügeln ausgebildet.
Die Tiere sind bei hohen Temperaturen sehr aktiv und können ausgezeichnet fliegen. Im Flug kann man sie gut anhand ihrer rosa gefärbten Hinterflügel in Kombination mit den roten Hinterschienen erkennen. Meistens sitzen sie jedoch am Boden und klettern auch nach der Landung in der Vegetation schnell zu Boden.

## Balz und Paarung
Die Männchen sind etwa zehn Tage nach der letzten Häutung paarungsfähig. Ihre kräftigen Cerci dienen dazu, sich am Weibchen während der Paarung festzuklammern. Die Tiere können nur durch Aneinanderreiben der apikalen Mandibelflächen Geräusche erzeugen. Diese haben eine Frequenz von 17 kHz, mit Oberschwingungen bis 100 kHz. Während dieser Lautäußerungen werden Fühler, Palpen und Hinterschenkel oder auch der gesamte Körper heftig zuckend bewegt. Ist das Weibchen nicht paarungswillig, werden ebenfalls mit den Mandibeln Abwehrlaute erzeugt. Mandibelgeräusche werden auch zur Abwehr möglicher Feinde eingesetzt.

## Entwicklung
Die Weibchen legen etwa 500 Eier zu Gelegen mit 10 bis 50 Stück in lockeres Substrat ab. Die Eier werden in eine Kapsel aus Sekret gehüllt, an die sich Sand und Erde anhaftet, sodass nach dem Aushärten eine kompakte Schutzhülle entsteht. Die Larven schlüpfen nach einer Überwinterung von April bis Juni des folgenden Jahres. Die Entwicklung zur Imago dauert 40 bis 50 Tage, wobei fünf Larvenstadien durchlebt werden. Imagines treten demnach ab Juni auf und sind bis Oktober zu beobachten. Die Larven sind sehr empfindlich gegenüber kalter und nasser Witterung und deswegen auf den Schutz der Vegetation als Witterungspuffer angewiesen.

## Gefährdung und Schutz
Die Populationen der Italienischen Schönschrecke sind in Mitteleuropa überall stark rückläufig, sodass die Art mittlerweile vielerorts verschwunden ist. Es ist zu befürchten, dass die Art ohne geeignete Gegenmaßnahmen aus Mitteleuropa verschwinden wird. Sie ist in Deutschland nach der Bundesartenschutzverordnung als besonders geschützt ausgewiesen und in der Roten Liste gefährdeter Arten Deutschlands als stark gefährdet (Kategorie 2) gelistet. In Österreich ist die Art weniger stark bedroht und in der Roten Liste als gefährdet (Kategorie 3) gelistet. In Südeuropa zählt die Italienische Schönschrecke anders als in Mitteleuropa jedoch zu den häufigsten Arten der Kurzfühlerschrecken und ist dort nicht gefährdet.
Die wichtigste Gefährdungsursache ist die natürliche Sukzession bzw. Verbuschung ihrer Lebensräume. Aufforstungen tragen ebenfalls zur Gefährdung bei. Gute Erfolge bei der Förderung der Art wurden durch die Rodung von Gebüschen und Bäumen auf Magerrasen und anschließende Beweidung durch Schafe erzielt.